# Schlegelia sulphurea
Schlegelia sulphurea är en tvåhjärtbladig växtart som beskrevs av Friedrich Ludwig Diels. Schlegelia sulphurea ingår i släktet Schlegelia och familjen Schlegeliaceae. Inga underarter finns listade i Catalogue of Life.